# Ainsworth (Iowa)
Ainsworth és una ciutat dels Estats Units a l'estat d'Iowa. Segons el cens del 2000 tenia 524 habitants.

## Demografia
Segons el cens del 2000, Ainsworth tenia 524 habitants, 199 habitatges, i 137 famílies. La densitat de població era de 532,4 habitants per km².
Dels 199 habitatges en un 34,2% hi vivien nens de menys de 18 anys, en un 58,8% hi vivien parelles casades, en un 8% dones solteres, i en un 30,7% no eren unitats familiars. En el 28,1% dels habitatges hi vivien persones soles el 14,1% de les quals corresponia a persones de 65 anys o més que vivien soles. El nombre mitjà de persones vivint en cada habitatge era de 2,63 i el nombre mitjà de persones que vivien en cada família era de 3,26.
Per edats la població es repartia de la següent manera: un 30% tenia menys de 18 anys, un 6,7% entre 18 i 24, un 31,7% entre 25 i 44, un 19,7% de 45 a 60 i un 12% 65 anys o més.
L'edat mediana era de 34 anys. Per cada 100 dones de 18 o més anys hi havia 102,8 homes.
La renda mediana per habitatge era de 41.071 $ i la renda mediana per família de 50.208 $. Els homes tenien una renda mediana de 30.938 $ mentre que les dones 19.583 $. La renda per capita de la població era de 15.627 $. Entorn del 7,2% de les famílies i el 10% de la població estaven per davall del llindar de pobresa.

## Poblacions més properes
El següent diagrama mostra les poblacions més properes.